# Сладкопойна чучулига
„Сладкопойна чучулига“ е една от най-известните български детски песни. Създадена е през 1903 г. по стихотворение на детския писател Цоньо Калчев. Музиката е на композитора Панайот Пипков, който я включва в детската си оперета „Щурец и мравка“.
Панайот Пипков пише песента по времето, когато живее в Ловеч и работи като учител по музика в Ловешкото мъжко петокласно училище. Живее и работи в дом известен като „Пипковата къща“.
През 1980 г. в Бургас е учреден националния конкурс за детска песен „Сладкопойна чучулига“. Организатори на конкурса са сдружение „Сладкопойна Чучулига“, Община Бургас, Съюзът на българските композитори, Българското национално радио и Българската национална телевизия. За нуждите на конкурса са създадени над 450 нови български детски песни.

## Други
На „Сладкопойна чучулига“ е наречена улица в квартал „Драгалевци“ в София (Карта).